# استان شیراک
شیراک (ارمنی: Շիրակ) یکی از استان‌های ارمنستان است که در شمال غربی این کشور واقع شده و با ترکیه در غرب و گرجستان در شمال هم‌مرز است. استان شیراک ۲۵۲ هزار نفر جمعیت دارد. مرکز و بزرگترین شهر این استان شهر گیومری است. این استان هم بخش‌هایی نیمه‌بیابانی دارد و هم در قسمت‌هایی علفزار کوهستانی یا پوشش گیاهی کوهستانی مرتفع. در جنوب، استپ‌های مرتفع به کوهستان‌ها می‌پیوندند و این مناطق در بهار سرسبز است و در تابستان رنگ‌هایی از قهوه‌ای مایل تا قرمز دارند.
گیومری دو موزه دارد و یک دژِ گِرد و چند کلیسا. فرودگاه بین‌المللی شیراک در نزدیکی این شهر واقع است. استان شیراک به خاطر غذای خاش معروف است.

## جغرافیا
استان شیراک بخش شمال غربی ارمنستان را اشغال می‌کند و مساحتی معادل ۲۶۸۰ کیلومتر مربع (۹٪ از کل مساحت ارمنستان) را در بر می‌گیرد. شیراک با استان لوری از شرق، استان آراگاتسوتن از جنوب، استان قارص ترکیه از غرب، و منطقه سامتسخه-جاواختی گرجستان از شمال مرز مشترک دارد.
از نظر تاریخی، قلمرو فعلی استان عمدتاً همان اراضی شهرستان شیراک در استان آیرارات ارمنستان باستان است. شیراک عمدتاً تحت سلطه فلات آشوتسک (ارتفاع ۱۹۰۰ تا ۲۱۰۰ متر) در شمال و دشت شیراک (ارتفاع ۱۴۰۰ تا ۱۸۰۰ متر) در مرکز و جنوب استان است. دشت‌های وسیع استان از شرق با کوه‌های بازوم و پامبک، از شمال به رشته کوه‌های جواختی و کوه‌های یغنخاق و از جنوب به توده آراگتس احاطه شده‌است. 
رود آخوریان در شرق، شیراک را از استان قارص ترکیه جدا می‌کند. رود آخوریان و مخزن آن منبع اصلی آب استان است. آنی، پایتخت باستانی ارمنستان هم‌اکنون در کناره چپ رودخانه یعنی در خاک ترکیه قرار گرفته که ویرانه‌های آن از این سوی رود پیداست. دریاچه آرپی در شمال غربی شیراک تنها دریاچه استان است. این منطقه توسط دولت به عنوان پارک ملی دریاچه آرپی محافظت می‌شود.
رشته‌کوه جاواختی و کوه آچکاسار با ۳۱۹۶ متر ارتفاع در شیراک واقع شده‌اند. رود آخوریان از این استان می‌گذرد.
شیراک دارای منابع غنی توف، سنگ پا و سنگ آهک است. استان شیراک آب و هوایی سخت برّی دارد، با زمستان‌های بسیار سرد برفی و تابستان‌های معتدل.
و در زمستان منفی ۳۸ درجه و در تابستان ۳۶ درجه بالای صفر می‌شود. میزان بارندگی سالانه می‌تواند تا ۷۰۰ میلی‌متر (۲۸ اینچ) برسد.

## تاریخ

### دوران باستان کلاسیک و دوره اورارتو
بسیاری از سکونتگاه‌های انسانی باستانی در دره آخوریان یافت شده‌است که دیرینگی آن‌ها به حدود ۹۰۰۰ سال پیش از میلاد بازمی‌گردد. محدوده شیراک از اوایل عصر حجر مسکونی بوده‌است. در نواحی مرتفعی که بالای ۲۰۰۰ متر هستند، بقایای زیادی از اوایل عصر برنز پیدا شده‌است. بقایای دیگر از هزاره دوم قبل از میلاد نشان می‌دهد که تمدنی بین قرن‌های ۲۰ و ۱۲ قبل از میلاد در اینجا پایه‌گذاری شده‌بود. با آغاز عصر آهن در قرن ۱۲ قبل از میلاد، روابط بین اقوام مختلف در ارتفاعات ارمنستان توسعه یافت. اندکی پس از تأسیس پادشاهی اورارتویی وان در پایان قرن نهم پیش از میلاد، شیراک بخشی از این پادشاهی شد.
دو نگاشته با خط میخی در شیراک به دست آمده‌است که از شاه آرگیشتی یکم (۷۸۶–۷۶۴ ق. م) به جا مانده‌است، جایی که وی در مورد حمله به سرزمین اریاخی (نامی که شیراک به گفته بسیاری از مورخان از آن گرفته شده‌است) نوشته‌است. بر اساس این سنگ‌نبشته‌ها، این منطقه دارای تمدن توسعه‌یافته مبتنی بر کشاورزی و دامداری بوده‌است. در سال ۷۲۰ قبل از میلاد، کیمریان آریایی منطقه را فتح کردند و احتمالاً سکونتگاه کومایری (گیومری کنونی) را بنیاد نهادند. این نام با نامی که ارمنیان باستان برای کیمریان به کار می‌بردند، همانندی آوایی دارد. مورخان بر این باورند که گزنفون در بازگشت به دریای سیاه از سرزمین شیراک گذشت، سفری که در آناباسیس او جاودانه شد.

### دوران هخامنشی و پادشاهی ارمنی باستان

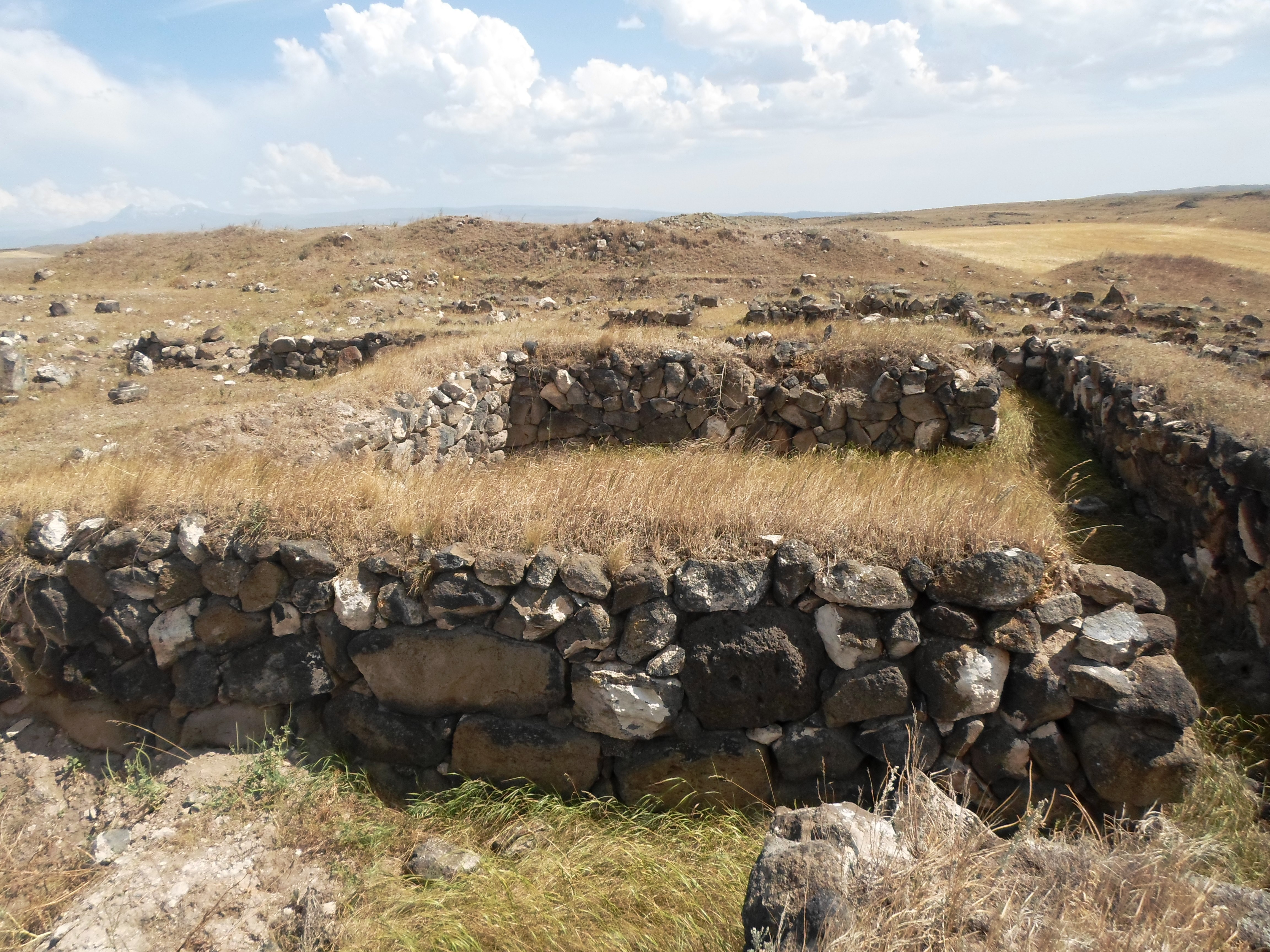
بازمانده‌ای از یک ساختمان مربوط به دودمان اَروَندی از سده پنجم ق. م تا ۲ ق. م، روستای بنیامین شیراک.

در نیمه دوم سده ششم پیش از میلاد، شیراک بخشی از شاهنشاهی هخامنشیان شد. یازمانده‌های یک سکونتگاه سلطنتی یافت‌شده در نزدیکی روستای بنیامین که قدمت آن به قرن پنجم تا دوم قبل از میلاد بازمی‌گردد، نمونه‌ای از نفوذ هخامنشیان در منطقه است. در آغاز قرن پنجم پیش از میلاد، شیراک بخشی از یک ساتراپی در ارمنستان هخامنشی، تحت فرمانروایی اَروَندی‌ها، شد. بعداً در سال ۳۳۱ قبل از میلاد، کل قلمرو به عنوان بخشی از شهرستان شیراک در استان آیرارات پادشاهی ارمنستان بزرگ قرار گرفت.
در سده یکم پس از میلاد، شیراک به خانواده کامساراکان، که در زمان سلسله اشکانی ارمنستان بر منطقه حکومت می‌کردند، اعطا شد.

### دوران ساسانی و بغ‌داده‌ها
پس از تجزیه ارمنستان در سال ۳۸۷ پس از میلاد مناطق ارمنی‌نشین بین بیزانسیان و ایرانیان تقسیم شد و در نتیجه سقوط پادشاهی ارمنستان در سال ۴۲۸، منطقه شیراک بخشی از شاهنشاهی ایران ساسانی شد. با این حال، شیراک جایگاه بسیاری از نمونه‌های اولیه معماری کلیسای ارمنی است که قدمت آن به قرن پنجم بازمی‌گردد، از جمله باسیلیکای یریرویکی، کلیسای سنت مارین آرتیک، و صومعه هوکِوانک.

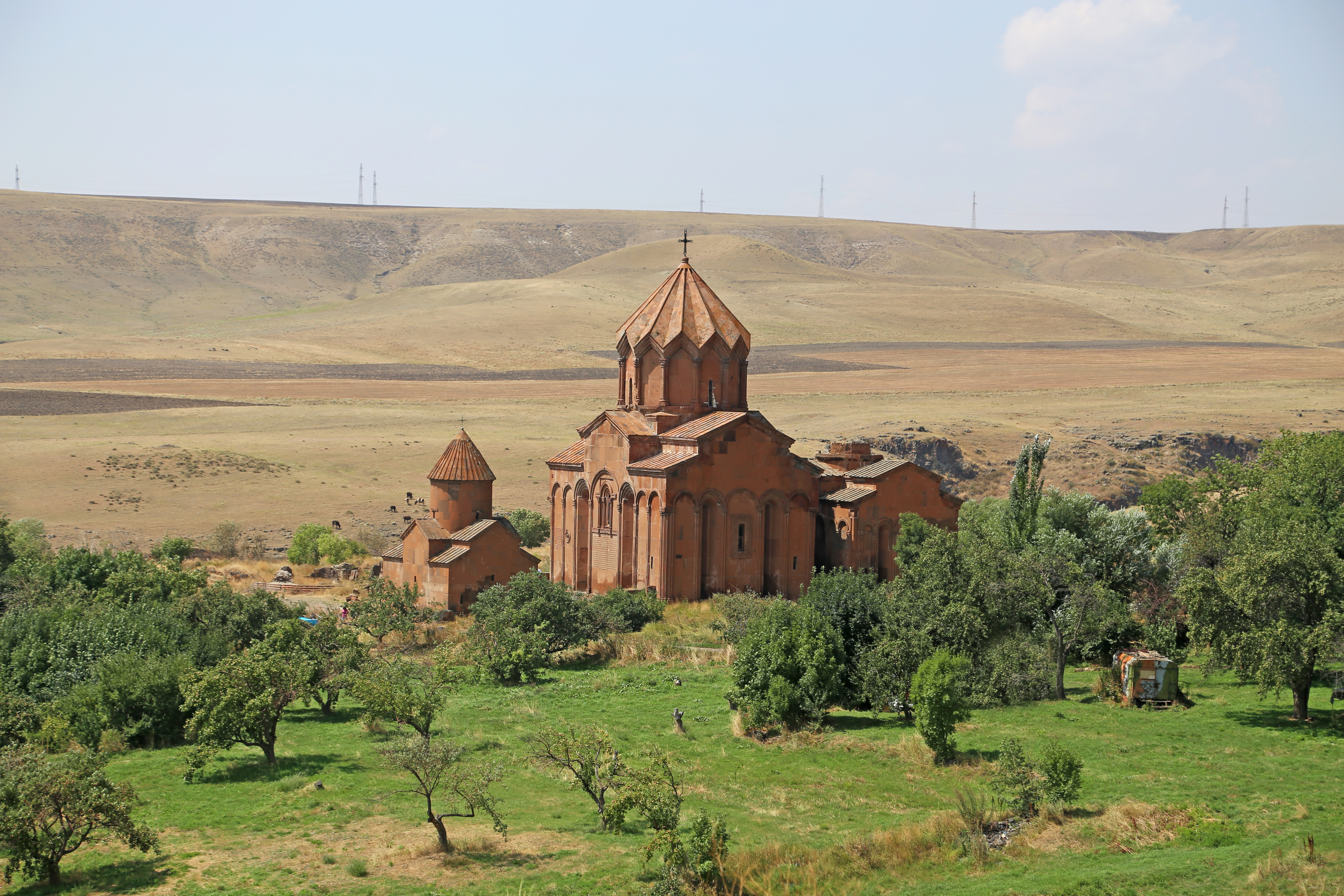
صومعه مارماشن

در سال ۶۵۸ پس از میلاد، در اوج حمله اعراب به ایران، شیراک - همراه با بقیه سرزمین‌های ارمنی - در جریان فتح ایران توسط مسلمانان فتح شد، زیرا شیراک نیز بخشی از ارمنستان تحت فرمانروایی پارسیان بود.
شیراک بخشی از امارت ارمنستان تحت خلافت امویان شد. با این حال، خاندان کامساراکان تحت حکومت اعراب به حکومت منطقه ادامه دادند. با تأسیس پادشاهی باگراتونی (بغ‌داده) ارمنستان در سال ۸۸۵، شیراک وارد دوره جدیدی از رشد و پیشرفت شد، به ویژه زمانی که شهر آنی شیراک در سال ۹۶۱ پایتخت این پادشاهی شد. در نیمه دوم قرن دهم، شیراک با کوشش خاندان پهلوانی که از نوادگان کام‌سَرَکان بودند و اقدام به تأسیس دژها، مجتمع‌های صومعه، مؤسسات آموزشی و غیره کردند پیشرفت داشت. صومعه‌های ختزکونک، هاریچاوانک، مارماشن و هوروموس از مراکز برجسته مذهبی و آموزشی ارمنستان قرون وسطی بودند.

### دوره سلجوقیان، زاکاری‌ها و ترکمن‌ها

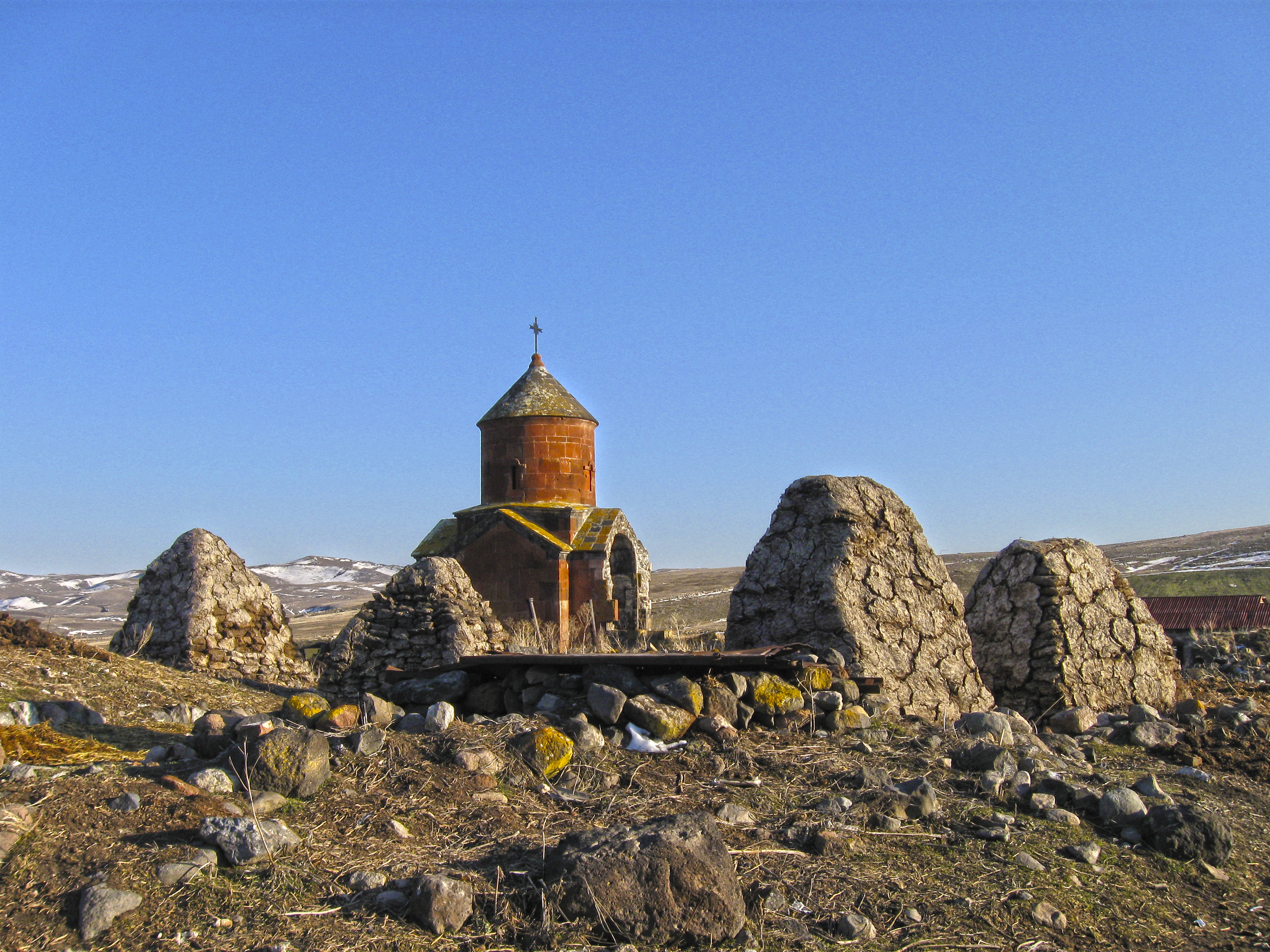
کلیسای سنت پل و پیتر بارزراشن در زمان زاکاری‌ها شکوفا شد.

پس از سقوط ارمنستان به دست امپراتوری بیزانس در سال ۱۰۴۵ و بعداً به دست مهاجمان سلجوقی در سال ۱۰۶۴، این منطقه وارد دوران انحطاط در تمام جنبه‌های اجتماعی، آموزشی و فرهنگی شد. با این حال، با تأسیس پادشاهی زاکاری ارمنستان در سال ۱۲۰۱ در تحت‌الحمایگی گرجستان، سرزمین‌های ارمنستان شرقی، عمدتاً لوری و شیراک، وارد دوره جدیدی از رشد و ثبات شدند و به یک ایستگاه بازرگانی بین شرق و غرب تبدیل شدند. پس از تسخیر آنی توسط مغول‌ها در سال ۱۲۳۶، ارمنستان به عنوان بخشی از قلمرو ایلخانان ایران درآمد و زاکاری‌ها تابع مغولان شدند. پس از سقوط حکومت ایلخانان در اواسط قرن چهاردهم، شاهزادگان زاکاری تا سال ۱۳۶۰ بر لوری، شیراک و دشت آرارات حکومت کردند تا اینکه به دست قبایل مهاجم ترک برافتادند. 
در ربع آخر قرن چهاردهم، قبیله اغوز سنی آق‌قویونلو، ارمنستان از جمله شیراک را تصرف کرد. در سال ۱۴۰۰ تیمور لنگ به ارمنستان و گرجستان حمله کرد و بیش از ۶۰ هزار نفر از مردم محلی را که از کشتار او زنده مانده بودند، به عنوان برده اسیر کرد. بر اثر این کشتارهای جمعی بسیاری از مناطق از جمله شیراک خالی از سکنه شد. در سال ۱۴۱۰ ارمنستان تحت کنترل قبیله اغوز شیعه قراقویونلو قرار گرفت. به گفته مورخ ارمنی توماس متسوب، اگرچه کارا قراقویونلوها مالیات‌های سنگینی بر ارمنیان وضع می‌کردند، سال‌های اولیه حکومت آنها نسبتاً مسالمت‌آمیز بود و برخی بازسازی‌ها در شهرها صورت گرفت.

### حکومت ایران و روسیه
در سال ۱۵۰۱، اکثر مناطق ارمنستان شرقی از جمله شیراک توسط سلسله نوظهور صفویه ایران به رهبری شاه اسماعیل یکم فتح شد. اندکی پس از آن در سال ۱۵۰۲، شیراک بخشی از بیگلربیگی تازه‌تأسیس ایروان شد؛ قلمرو اداری جدید ایران که توسط صفویان تشکیل شده بود.

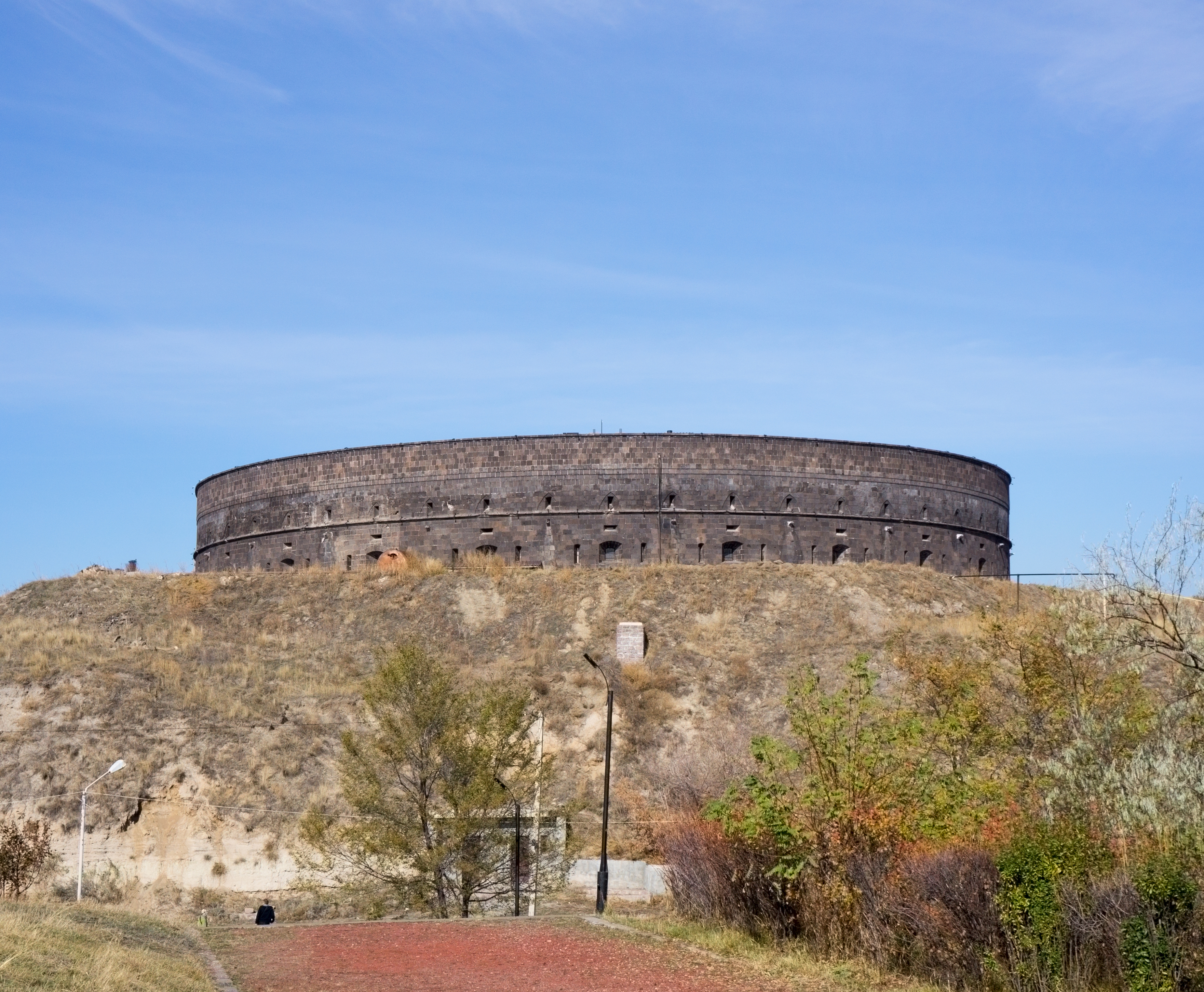
دژ سیاه در نزدیکی گیومری که در دهه ۱۸۳۰، در جریان جنگ روسیه و ترکیه (۱۸۲۸–۱۸۲۹)، توسط روس‌ها ساخته شد.

در نیمه اول سده هجدهم، کومایری تحت حکومت افشاریان و بعداً تحت سلسله قاجاری ایران بخشی از خانات ایروان شد. در ژوئن ۱۸۰۴، امپراتوری روسیه کنترل منطقه شیراک را در آغاز جنگ ایران و روسیه (۱۸۱۳–۱۸۰۴) به دست گرفت. این منطقه با عهدنامه گلستان که در ۱ ژانویه ۱۸۱۳ امضا شد، رسماً بخشی از امپراتوری روسیه شد. در دوره حکومت روسیه، منطقه شاهد رشد سریعی بود و شهر گیومری به یکی از شهرهای در حال توسعه در قفقاز جنوبی تبدیل شد. در سال ۱۸۲۹، پس از جنگ روسیه و ترکیه، مهاجرت زیادی از جمعیت ارمنی آناتولی به شیراک به‌وجود آمد، زیرا حدود ۳۰۰۰ خانوار که از سرزمین‌های امپراتوری عثمانی - به ویژه از شهرهای قارص، ارزروم و دغوبایزید - به سمت شرق مهاجرت کرده بودند. در شیراک ساکن شد.
الکساندر پوشکین، شاعر روسی، در سفر خود به قفقاز و شرق ترکیه در سال ۱۸۲۹ از این منطقه دیدن کرد. در سال ۱۸۳۷ تزار روسیه نیکلاس اول وارد شیراک شد و شهر گیومری را با نام الکساندروپل دوباره تأسیس کرد. این نام به افتخار همسر تزار نیکلای یکم، شاهدخت شارلوت پروس، که پس از گرویدن به مسیحیت ارتدکس نام خود را به آلکساندرا فیودوروفنا تغییر داده بود، برگزیده شد.
یک قلعه بزرگ روسی در سال ۱۸۳۷ در الکساندروپل ساخته شد. این شهر در سال ۱۸۴۰ به‌طور کامل بازسازی شد تا به مرکز استان تازه‌تأسیس الکساندروپل تبدیل شود و در دهه اول رشد سریعی را تجربه کرد. استان الکساندروپل شامل نواحی شمالی ارمنستان شیراک، لوری و تاووش بود. در سال ۱۸۴۹، استان الکساندروپل بخشی از فرمانداری ایروان شد و شیراک به پایگاه مهمی برای نیروهای مسلح امپراتوری روسیه در قفقاز جنوبی تبدیل شد و در آن پادگان‌هایی برپا کردند. در طول جنگ روسیه و عثمانی (۱۸۷۷–۱۸۷۸) ، شیراک یکی از مراکز اصلی نیروهای روسیه شد. پس از تأسیس ایستگاه راه‌آهن در الکساندروپل در سال ۱۸۹۹، شیراک به‌عنوان مرکز بازرگانی و صنعت رشد چشمگیری داشت و به توسعه‌یافته‌ترین منطقه در ارمنستان شرقی تبدیل شد.

### قرن بیستم

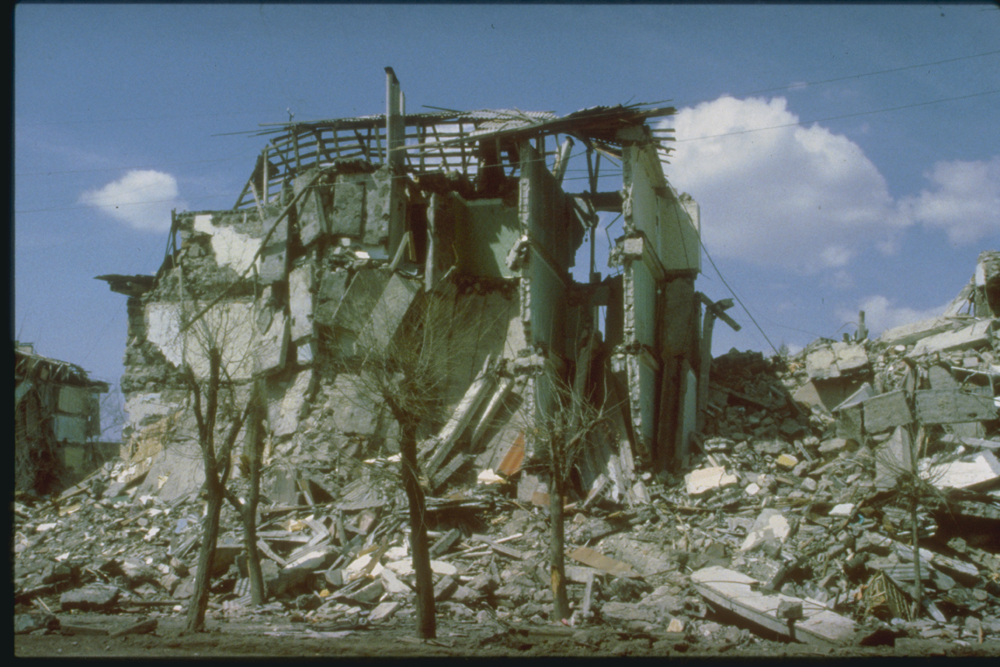
خسارات شدید در لنیناکان (گیومری) در اثر زمین‌لرزه ۱۹۸۸ ارمنستان.

پس از انقلاب اکتبر ۱۹۱۷ و خروج روسیه از قفقاز جنوبی، نخستین جمهوری ارمنستان در ۲۸ مه ۱۹۱۸ اعلام شد که شامل شیراک نیز می‌شد. در ۱۰ مه ۱۹۲۰، ارمنیان بلشویک محلی با کمک جمعیت مسلمان، اقدام به کودتا در الکساندروپل علیه دولت داشناک ارمنستان کردند. این قیام در ۱۴ مه توسط دولت ارمنستان سرکوب شد و رهبران آن اعدام شدند. با این حال، در جریان تهاجم دیگر ترکیه، نیروهای ترک دوباره به شیراک حمله کردند و در ۷ نوامبر ۱۹۲۰ الکساندروپل را اشغال کردند. ارمنستان مجبور شد در ۳ دسامبر پیمان الکساندراپول را امضا کند تا از پیشروی ترکیه به سمت ایروان جلوگیری کند، اما تهاجم همزمان شوروی منجر به سقوط دولت ارمنستان در ۲ دسامبر شد. نیروهای ترکیه پس از امضای عهدنامه قارص در اکتبر ۱۹۲۱ توسط دولت‌های شوروی و ترکیه که هردو به رسمیت شناخته نشده بودند، از الکساندروپل بیرون رفت.
در زمان بلشویک‌ها، الکساندروپل در سال ۱۹۲۴ به نام ولادیمیر لنین، از رهبران شوروی، به لنیناکان تغییر نام داد. شیراک به یک منطقه صنعتی بزرگ در جمهوری شوروی سوسیالیستی ارمنستان تبدیل شد. لنیناکان پس از پایتخت کشور یعنی ایروان، دومین شهر بزرگ این جمهوری بود. با این حال، شیراک، و به‌ویژه لنیناکان، در جریان زمین‌لرزه ۱۹۸۸ ارمنستان که بسیاری از مناطق شمالی ارمنستان را ویران کرد، متحمل خسارات زیادی شد. این زمین‌لرزه در امتداد یک گسل رانش شناخته‌شده به طول ۶۰ کیلومتر رخ داد. امتداد و شیب آن موازی با رشته‌کوه قفقاز بود و به سمت شمال - شمال شرق فرورفت. از سال ۱۹۳۰ تا ۱۹۹۵، شیراک امروزی به ۵ منطقه و ۱ شهر تابعه جمهوری در داخل اتحاد جماهیر شوروی ارمنستان تقسیم شد: آماسیا، غوکاسیان، آخوریان، آنی، آرتیک و شهر لنیناکان. با اصلاحات اداری ارضی در سال ۱۹۹۵، ۵ منطقه و شهر گیومری (لنیناکان) ادغام شدند و استان شیراک را تشکیل دادند.

## مناطق شهری
در این استان در کل سه شهر وجود دارد به نام‌های گیومری، آرتیک و مارالیک.
استان شیراک شامل موارد زیر است.
| تصویر | شهر (شهرک) | استان | بنیانگذاری                                    | مساحت (کیلومترمربع) | جمعیت (سرشماری ۲۰۱۱) |
| ----- | ---------- | ----- | --------------------------------------------- | ------------------- | -------------------- |
|       | آرتیک      | شیراک | ۱۹۳۹                                          | ۹                   | ۱۹٬۵۳۴               |
|       | گیومری     | شیراک | سده پنجم پیش از میلاد در سال ۱۸۳۷ الکساندروپل | ۵۴                  | ۱۲۱٬۹۷۶              |
|       | مارالیک    | شیراک | سده ۵ام میلادی (نخستین اشاره)                 | ۴                   | ۵٬۳۹۸                |

## روستاها
| - آغین - آغووریک - آخوریک - آخوریان - الوار - آماسیا - آنیاوان - آنیپمزا - آنوشاوان - آروشات - آرویک - آراپی - آردنیس - آرگنادم - آرپنی - آشوتسک - آیگاباتس - آزاتان - باندیوان - باسن - باشگیوغ - باورا - بایاندور - بنیامین - برداشن - بیوراکن - دزیتهانکوو - دزوراکاپ - دزوراشن - گارناریچ - گغانیست - گتک - گتاب - غاریبجانیان - غازانچی - گوگهوویت - گتاشن - گوساناگیوغ | - هاریچ - هارتاشن - هاتسیک - هایکادزور - هایکاسار - هایکاوان - هایرنیاتس - هوغمیک - هوروم - هوویت - هوتاشن - هوتون - هوونی - ایساهاکیان - جاجور - جاجوراوان - جرادزور - جراپی - جرارات - کاکاواسار - کامو - کاپس - کارابرد - کارمراکار - کارمراوان - کارنوت - کتی - کراسار - کراشن - لانجیک - لرناگیوغ - لرناکرت - لرنوت - لوساغبیور - لوساکرت - مارماشن - ماییسیان - مغراشات - مغراشن | - متس مانتاش - متس ساریار - متس سپاسار - موسایلیان - ناهاپتاوان - نور کیانک - نورشن - پانیک - پمزاشن - پوکر مانتاش - پوکر ساریار - پوکر سپاسار - پوکراشن - سالوت - ساراگیوغ - ساراکاپ - سارالانج - ساراپات - ساراتاک - سارناغبیور - شاغیک - شیراک - شیراکاوان - سیزاوت - اسپانداریان - تاوشوت - توروسگیوغ - تساغکوت - تسوغامارگ - توفاشن - واهرامابرد - وارداغبیور - وارداکار - ووغجی - ووسکهاسک - یرازگاوروس - زاریشات - زوراکرت - زویگاغبیور |

#### دیگر مناطق روستایی
- آغین کایاران متعلق به منطقه آغین
- باردزراشن متعلق به منطقه ایساهاکیان.
- داریک متعلق به منطقه  زوراکرت.
- هاتسیکاوان متعلق به منطقه  هاتسیک.
- کامخوت متعلق به منطقه گتاشن.
- خارکوو متعلق به منطقه نورشن.
- پاغاکن متعلق به منطقه  برداشن.
- یغناجور متعلق به منطقه  گارناریچ.

#### روستاهای پیشین
- آخوریان کایاران متعلق به منطقه غاریبجانیان.
- آراوت متعلق به منطقه آلوار.
- لوراسار متعلق به منطقه تساغکوت.
- یریزاک متعلق به منطقه زاریشات.

## اماکن گردشگری، مذهبی و تاریخی
سازه‌های تاریخی، گردشگری و مذهبی این استان عبارتنداز:
- کلیسای جامع شهیدان مقدس، گیومری
- هاریچاوانک
- هاریچ
- لمباتاوانک
- کلیسای پمزاشن
- صومعه هاریچاوانک
- دژ سیاه (گیومری)
- صومعه مارماشن
- کلیسای مسیح منجی، گیومری
- فرودگاه شیراک
- ایستگاه راه‌آهن گیومری
- ورزشگاه شهر گیومری
- میدان وارتانانتس
- میدان شارل آزناوور، گیومری
- میدان استقلال، گیومری
- موزه معماری ملی ژیتوغتسیان
- مام ارمنستان، گیومری

شیراک
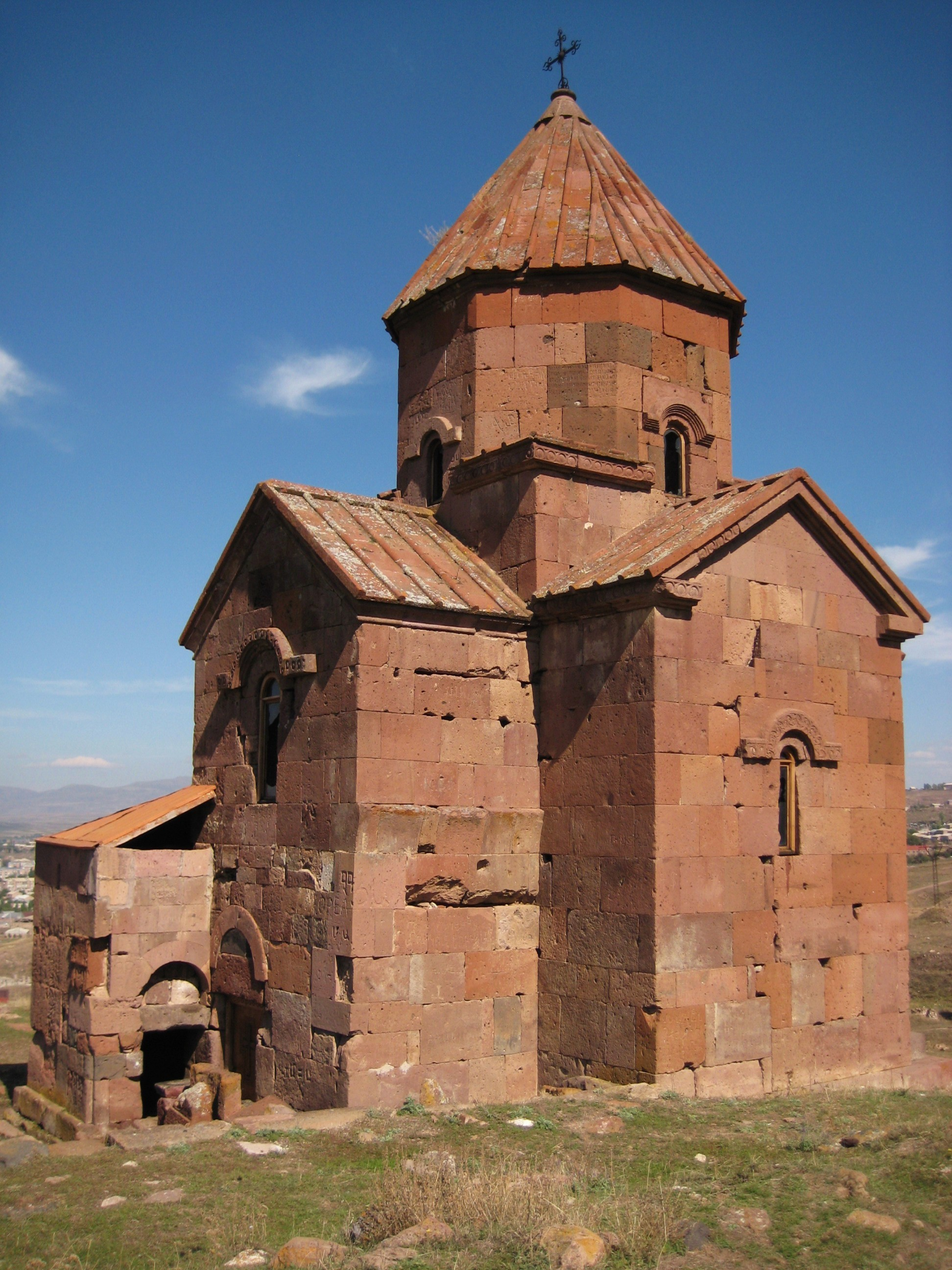
لمباتاوانک در نزدیکی آرتیک،  سده ۷ام میلادی
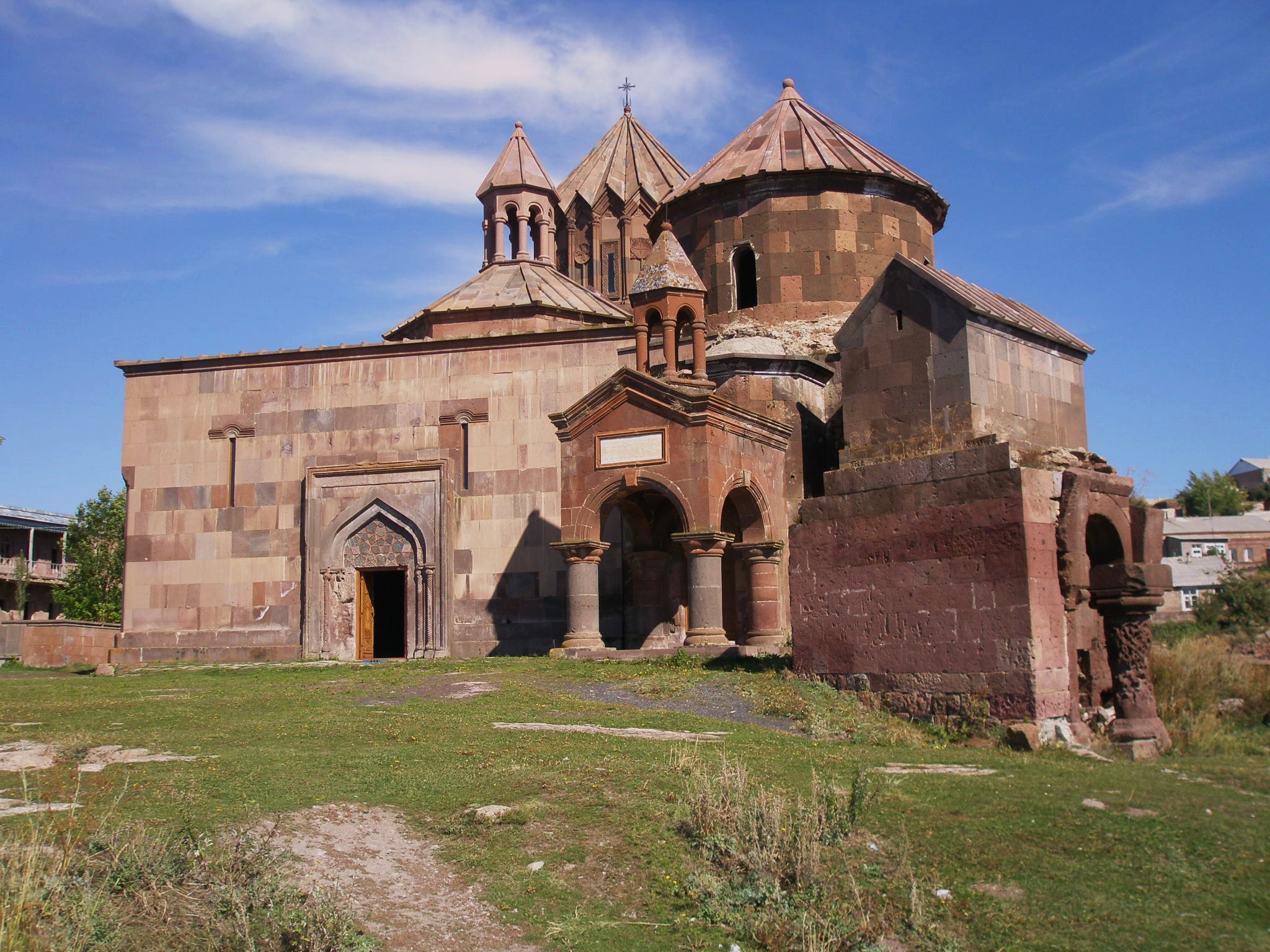
هاریچاوانک،  سده ۸ام میلادی
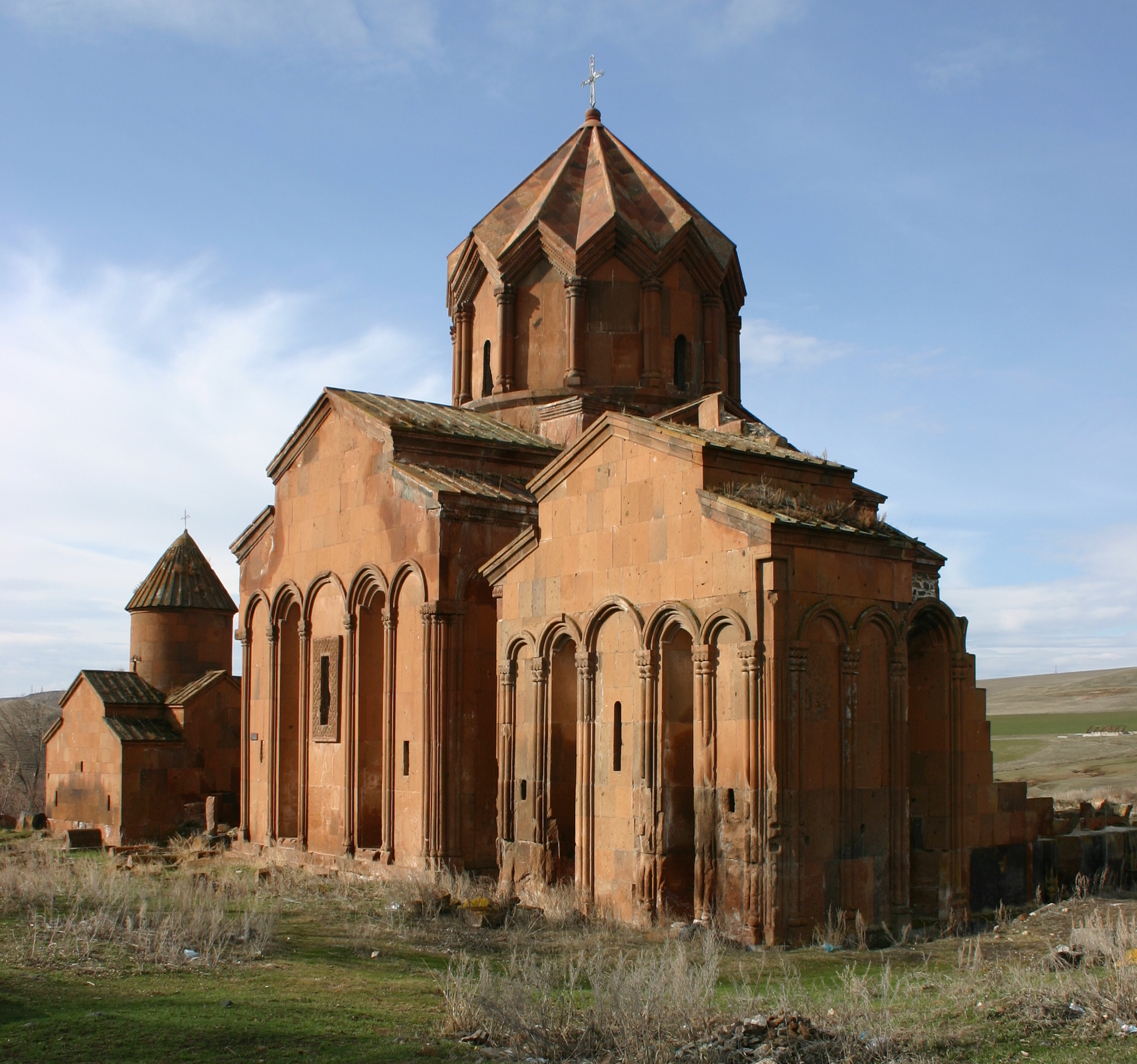
صومعه مارماشن،  سده ۱۰ام میلادی
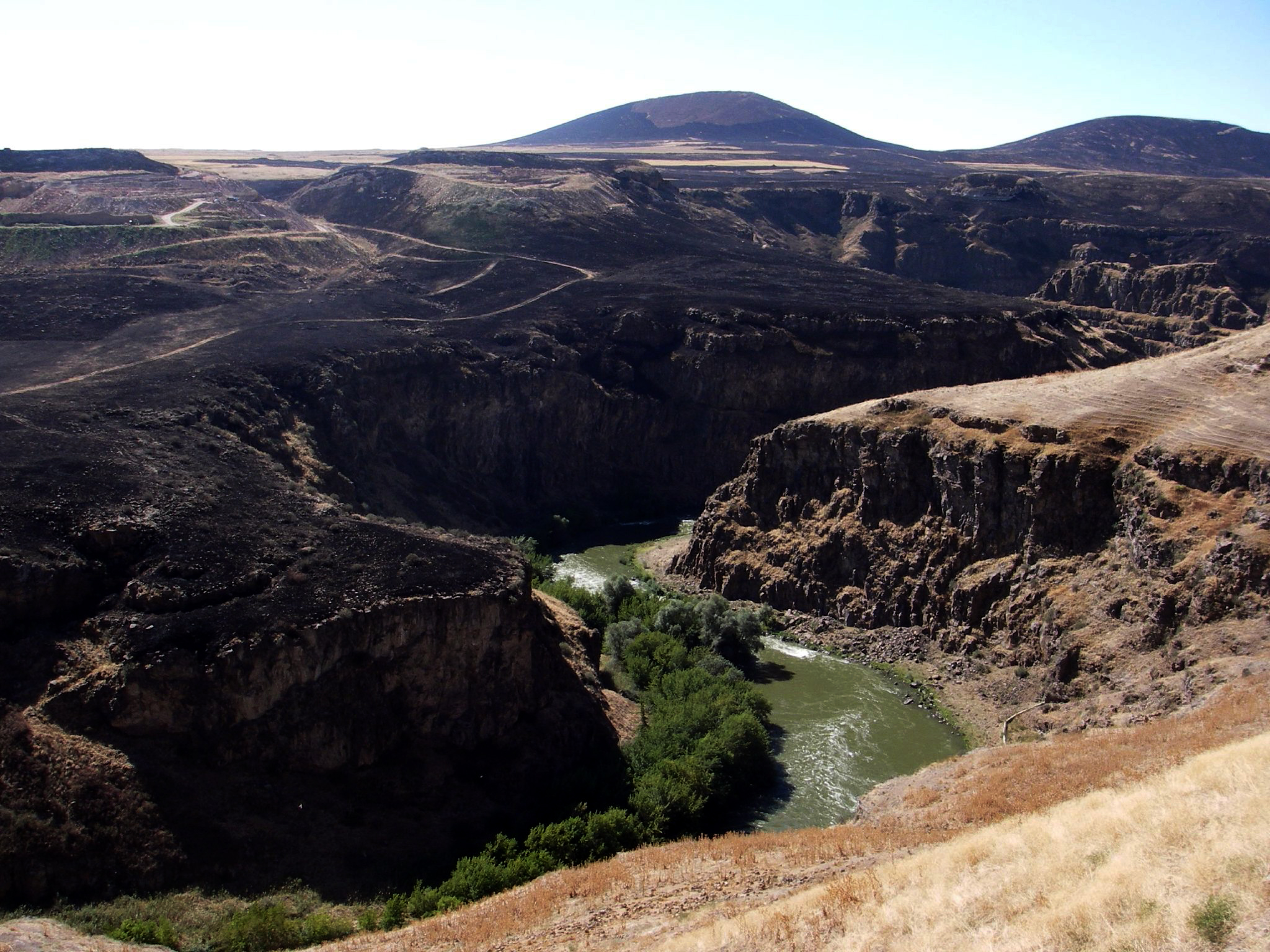
رود آخوریان
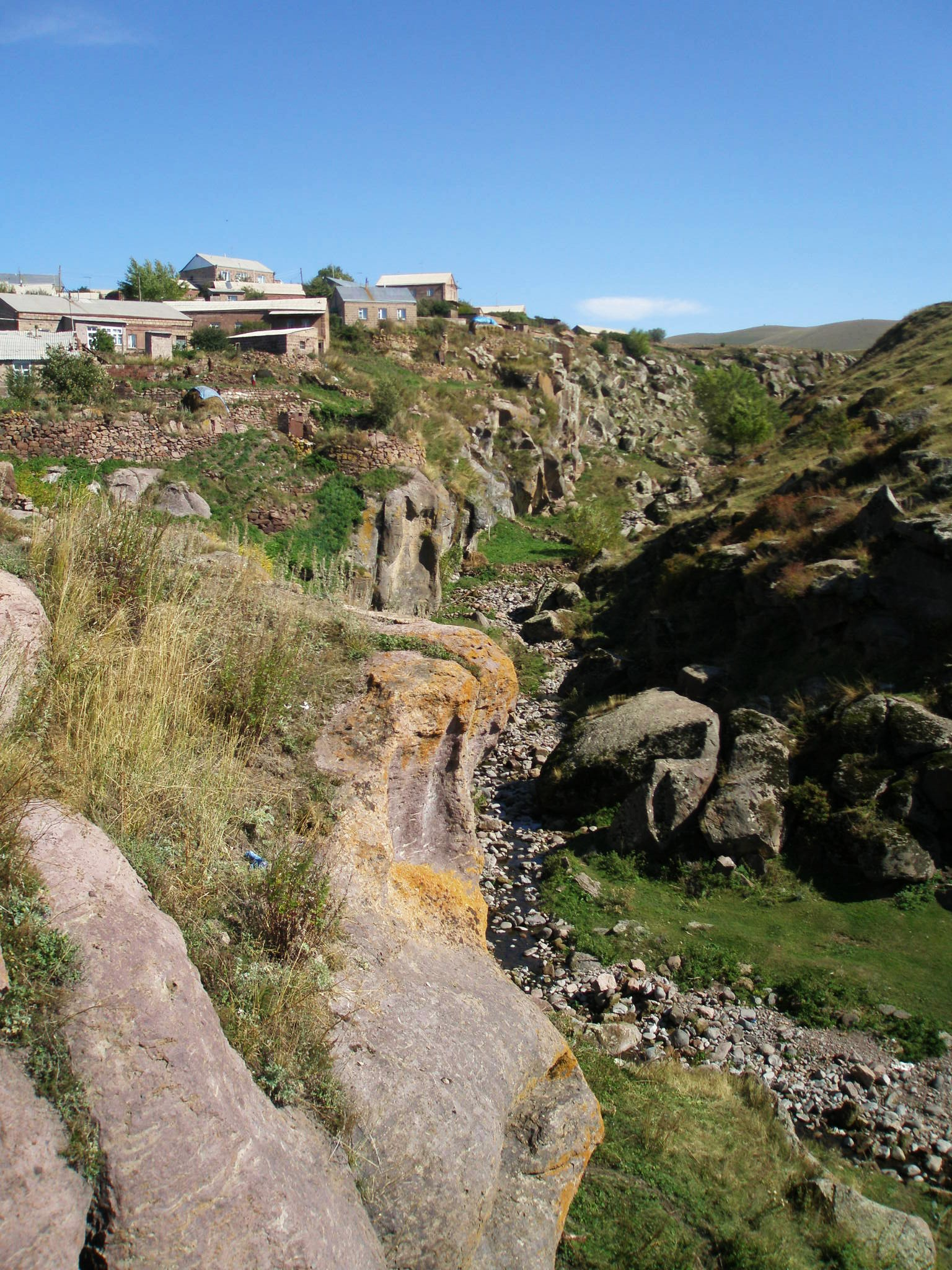
روستای  هاریچ